# Toyota LiteAce
La Toyota Lite Ace est une petite fourgonnette développée par le constructeur automobile nippon Toyota. Sa carrière est très longue, s'étalant sur trois décennies de 1970 à fin des années 1990.

## 1967: Toyota HiAce, le précurseur
En 1967 est lancée au Japon la Toyota HiAce, une fourgonnette pouvant également transporter des passagers. Le succès est immédiat dans l'archipel mais aussi dans le reste de l'Asie, comme l'attestent les renouvellements successifs en 1977, 1982, 1989 et 2004.
L'appellation « Lite Ace » (KM10) apparaît en 1970. Son premier moteur, d'une cylindrée de 1 166 cm3 pour une puissance de 60 ch et un couple de 93 mkg, dérive de la série 3K, puis 4K en fin de vie. 

## Séries M

### 1979-86: Lite Ace M20, carrière mondiale
Le KM20 voit le jour à la fin des années 1970. Ce dernier dérive étroitement de son aîné, tant esthétiquement que techniquement. Il s'agit d'un véhicule monocorps de 7 places (configuration standard: 1 + 1 + 2 + 3 - extensible à 9), très ramassé (moins de 4 m).
Extérieurement, la version haute (> 1,90 m) présente un toit bombé qui fera beaucoup pour la notoriété du modèle. La face se distingue dans une moindre mesure, par deux grands projecteurs ronds. L'accès arrière se fait par une porte coulissante côté droit. La caisse est encadrée de deux pare-chocs chromés terminés par des boudins noirs.
L'ergonomie n'est pas très poussée : petit frein à main fiché au bas de la planche de bord, long levier de vitesse façon autocar... la position de conduite est très haute, du fait de l'implantation moteur sous les sièges avant. Ceci génère un important volume sonore dans l'habitacle mais, a contrario, une meilleure efficacité chauffage.

### 1986-07: Lite Ace M30/M40, encore très utilitaire

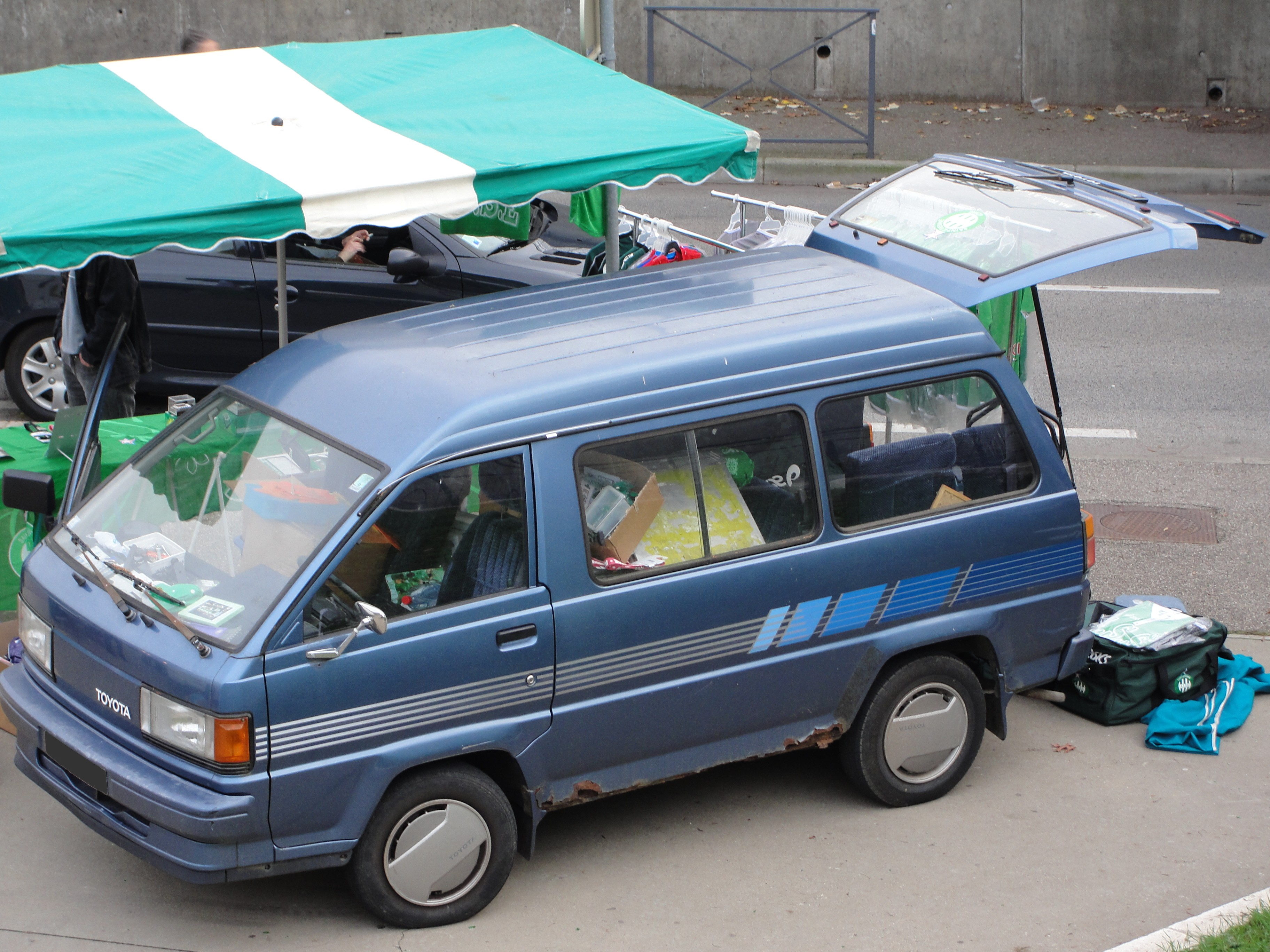
Toyota Lite Ace M30

Le Lite Ace est refondu en 1986. La ligne perd de son originalité, pour ressembler étrangement au Nissan Vanette C22.
Les mécaniques sont revues, avec l'installation des blocs 5K (1 486 cm3 - 70 ch et 11,7 mkg de couple) puis, ponctuellement, 7K (1 781 cm3 - 76 ch/14,3 mkg). Le KM30 atteint 140 km/h en pointe.
L'équipement progresse dans la même mesure, mais les versions export souffrent toujours de la comparaison avec leurs homologues nationales : pas de turbo-diesel notamment, et une apparence toujours très utilitaire.

## Séries R

### 1982-84: Lite Ace R10 - Évolution des besoins, nouvelle donne
Le KM20 se situe à une époque charnière de l'histoire de l'automobile. Le véhicule familial des années 1980 mue radicalement : pratique et maniable, il doit transporter confortablement famille et bagages.
Les rares modèles disponibles sur le marché, que ce soit en Asie, Europe ou Amérique du Nord, dérivent tous de véhicules utilitaires. L'agrément ne suit pas, d'autant que les performances sont médiocres. Le Lite Ace (propulsion), avec son pont arrière rigide, sa suspension à lames et son habitacle fixe, ne fait pas exception. Son principal concurrent asiatique, le Nissan Vanette (C120), apparu en 1978, n'est guère mieux loti. Toyota extrapole en 1982 une version plus huppée, mieux motorisée : le Model-F.
Au même moment sont lancés les Prairie et Mitsubishi Space Wagon, qui marquent un notable progrès, sans révolutionner le genre : on ne peut toujours pas parler de monospaces, vu qu'il s'agit plutôt de gros breaks surélevés.
1983 : événement important avec la présentation du Chrysler Voyager-Dodge Caravan, répondant au boom du segment des MPV (Multi Purpose Vehicle) outre-Atlantique. Suit peu après, sur le sol européen, le Renault Espace (partenariat avec Matra, assemblage à Romorantin).
Après un lent démarrage, le public adhère à ces nouvelles créations, offrant les prestations d'une berline conventionnelle sous une forme différente. Innovant, l'habitacle est modulable, permettant ainsi d'aménager un salon mobile !

Le KM20 et son moteur anémique, dont la caisse est par ailleurs sensible à la corrosion, ne peuvent lutter.

### 1982-91: R20/R30, fin en pointillés

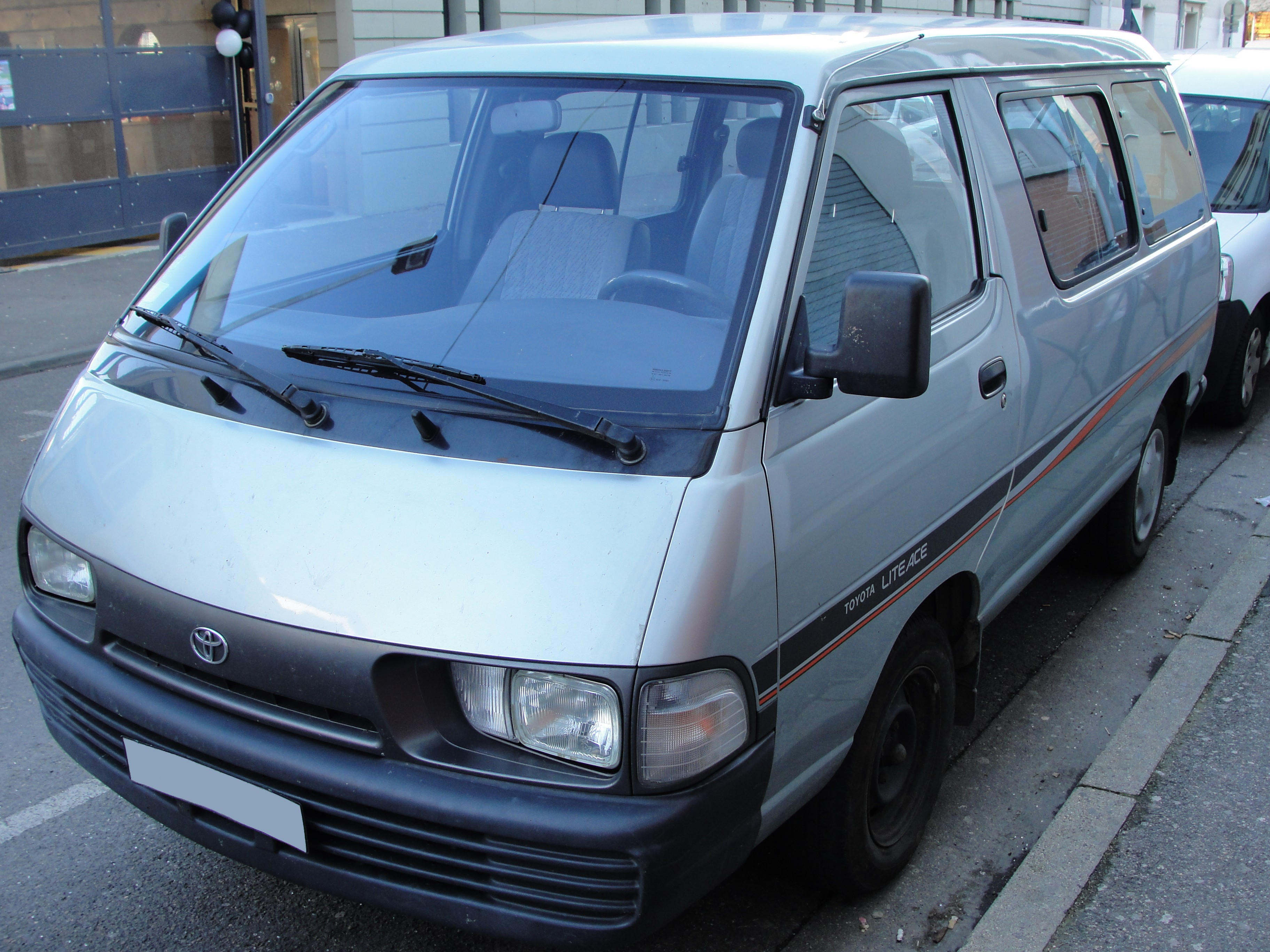
Toyota Lite Ace R20

Les finitions les plus répandues en Occident sont GL/GXL en essence, DX sur diesel. La cylindrée dépasse 2 litres et la puissance, le seuil symbolique de 100 ch.
Le Lite Ace, devenu Lite Ace Noah au Japon, puis simplement Noah et Voxy, disparaît définitivement des programmes d'exportation à l'aube de l'an 2000.
Lancé en 1990, le volumineux Previa et ses 4,75 m, propulsés par un 2,4 litres essence de 135 ch, est le seul modèle du géant nippon à avoir inquiété les ténors de la catégorie.